# RMC (Hörfunksender)
RMC (Radio Monte Carlo) ist ein französischsprachiger Hörfunksender. Er wird in Monaco und Frankreich analog terrestrisch verbreitet. Der Sender nahm am 1. Juli 1943 den Sendebetrieb auf und ist somit der zweitälteste Privatsender Europas. Die heutigen Eigentümer sind zu 83,33 Prozent NextRadioTV und zu 16,67 Prozent das Fürstentum Monaco.
Es existieren in diversen Ländern ebenfalls Stationen mit dem Namen RMC, diese stehen jedoch rechtlich in keinem Zusammenhang mit NextRadioTV.

## Geschichte
RMC nahm am 1. Juli 1943 den Sendebetrieb auf. Die deutschen Truppen wollten ein Propagandaradio im unbesetzten Süden Frankreichs. Es wurde vom Radiounternehmen SOFIRA betrieben. Nach der Befreiung Frankreichs wurden die Französische Republik zu 83,33 Prozent und das Fürstentum Monaco zu 16,67 Prozent Eigentümer. Gesendet wurde ab 1945 von Fontbonne am Nordhang des Berges Mont Agel, ab 1965 vom Col de la Madone nördlich von Fontbonne. 1974 waren die Bauarbeiten für eine große Sendeanlage in Roumoules fertig; im selben Jahr begann RMC sein Programm von dort aus zu verbreiten. Das Programm war ein Unterhaltungsprogramm, das überwiegend aus französischer Popmusik, Spieleshows, Nachrichten und Sportberichten bestand und einer der meistgehörten Rundfunksender im Süden Frankreichs war. 1998 verkaufte die Französische Republik ihren Anteil an die Unternehmensgruppe Fabre. Zwei Jahre später verkaufte Fabre seinen Anteil an NextRadioTV. 2001 benannte sich RMC in RMC Info um. Man begann verstärkt auf Informationssendungen und Talkshows zu setzen. Ein Jahr später wurde die Umbenennung rückgängig gemacht. RMC hatte mehrere Sportrechte erworben und überträgt seitdem die Fußball-Weltmeisterschaft und die Formel 1. Neben dem französischen Hörfunkprogramm strahlte RMC ein italienisches Unterhaltungsprogramm über Mittelwelle aus. Das Programm existiert noch heute; es wird von RMC ITALIA S.P.A. von Mailand aus verbreitet. Das 1972 gegründete arabisch- und französischsprachige RMC-Programm, das bis 2019 von einem leistungsstarken Mittelwellensender (600 Kilowatt) auf Zypern ausgestrahlt wurde, wurde 1996 vom öffentlich-rechtlichen Sender Radio France Internationale übernommen; vgl. Monte Carlo Doualiya. Die Sendungen erfolgen heute über lokale UKW-Sender in den Zielländern sowie via Satellit und Internet.

## Aktuelle Moderatoren
- Jean-Michel Larqué, Sportjournalist
- Luis Fernández, Fußballtrainer
- Bernard Laporte, Rugbytrainer
- Vincent Moscato, ehemaliger Rugbyspieler

## Ehemalige Moderatoren
- Jean-Luc Reichmann, jetzt bei TF1 und RFM
- Jean-Pierre Foucault, jetzt bei TF1 und RTL
- Julien Courbet, jetzt bei France 2 und RTL
- Julien Lepers, jetzt bei France 3
- Carole Chabrier
- Liliane Rose
- Hélène Vida
- Guy Vial
- José Sacré
- Frédéric Gérard
- Bernard Spindler
- Patrick Roy
- Marc Toesca